# Gloia
Gloia là một chi bướm đêm thuộc họ Noctuidae.